# 達爾文副棘鮃
達爾文副棘鮃（学名：Citharichthys darwini）為輻鰭魚綱鰈形目鰈亞目牙鮃科的一種深海魚類，分布於東南太平洋加拉巴哥海脊，體長可達6公分，棲息在底中層水域，生活習性不明。